# Miki Sugawara
Miki Sugawara (菅原 美希 Sugawara Miki?) es una exfutbolista japonesa que jugaba como centrocampista.
En 1998, Sugawara jugó 7 veces y marcó 2 goles para la selección femenina de fútbol de Japón. Sugawara fue elegida para integrar la selección nacional de Japón para los Fútbol en los Juegos Asiáticos de 1998.

## Trayectoria

### Clubes
| Club            | País  | Año  |
| --------------- | ----- | ---- |
| Iga FC Kunoichi | Japón | ???? |

### Selección nacional
| Selección | País  | Año  |
| --------- | ----- | ---- |
| Absoluta  | Japón | 1998 |

## Estadística de equipo nacional
| Selección femenina de fútbol de Japón | Selección femenina de fútbol de Japón | Selección femenina de fútbol de Japón |
| Año                                   | Partidos                              | Goles                                 |
| ------------------------------------- | ------------------------------------- | ------------------------------------- |
| 1998                                  | 7                                     | 2                                     |
| Total                                 | 7                                     | 2                                     |